# Bertie Crewe
Bertie Crewe (* um 1860 in Essex; † 10. Januar 1937 in London) war ein englischer Architekt. Er war neben Frank Matcham, W. G. R. Sprague und Thomas Verity einer der führenden Theater- und Kinoarchitekten Englands in der Zeit des spätviktorianischen und edwardianischen Baubooms von 1885 bis 1915.

## Leben
Crewe wurde in Paris und London ausgebildet. In London war er als junger Mann häufig bei dem Theaterarchitekten Frank Matcham zu Gast und wurde von ihm auch teilweise ausgebildet. Bis Mitte der 1890er Jahre arbeitete Crewe mit W. G. R. Sprague zusammen; in diese Epoche fallen der Bau des Theatre Royal in Lincoln und einiger Theater in Londoner Vororten. Nachdem er sich selbständig gemacht hatte, fand Crewe zu einem charakteristischen neobarocken Stil mit ausladendem Dekor. Neben zahlreichen Theatern im Vereinigten Königreich entwarf er auch das Alhambra in Paris, das der Theaterunternehmer Tom Barrasford 1904 eröffnete. Crewes letztes Projekt, das Regal in der Kennington Road, erbaute er zusammen mit Henry G. Kay für den Kinobetreiber Arthur O’Connor. Crewe erlebte die Eröffnung nicht mehr, das Theater wurde erst am 17. November 1937 eröffnet.

## Rezeption
Nach dem Zweiten Weltkrieg galt die Architektur der viktorianischen und edwardianischen Theater als kitschig und minderwertig. Viele Theater wurden abgerissen oder durch Umbauten zerstört. In den 1970er Jahren setzte eine Neubewertung ein, und heute stehen viele der erhaltenen Theater Crewes und seiner Zeitgenossen unter Denkmalschutz. 2004 wurde etwa Crewes Palace Theatre in Redditch von 1913 für 3,7 Millionen Pfund renoviert. Es wird zu den nur sechs erhaltenen Theatern gezählt, die ganz Bertie Crewe zuzuschreiben sind.